# Jacques Mallet du Pan
Jacques Mallet du Pan (ur. 5 listopada 1749 w Céligny, zm. 10 maja 1800 w Richmond) – francuski dziennikarz, pionier dziennikarstwa politycznego.

## Życiorys
Urodził się w Genewie, którą opuścił po rewolucji w tym mieście (1782). Zaczytany w Wolterze i nie pozbawiony talentów literackich, został współautorem i współwydawcą gazety Mercure de France.
W roku 1789 szwedzki ambasador Erik Magnus Staël von Holstein przekupił Jacquesa Malleta du Pana, by przedstawiał sprawy szwedzkie w korzystniejszym świetle.
W 1791–1792 Ludwik XVI zlecił mu misję wydania za granicą pamfletu, który zachęcałby emigrantów do walki z rewolucją. Misji jednak nie zdołał wykonać. Próbował we Frankfurcie zyskać dla sprawy kontrrewolucji niemieckich książąt, również bez powodzenia. Powrócił więc do Berna, gdzie w 1793 roku napisał antyrewolucyjne: Considérations sur la nature de la Révolution de France. Stamtąd, za antybonapartyzm, wydalono go w 1797 roku.
Pojechał więc do Londynu, gdzie brytyjski parlament przyznał mu pensję.
Jego syn Jean Louis Mallet (John Lewis Mallet) (1775–1861) był brytyjskim urzędnikiem. Drugi syn Sir Louis Mallet (1823–1890) był członkiem Rady Indii (Council of India).
Bernard Mallet syn Sir Louisa Malleta napisał biografię Jacquesa w 1900 roku.

## Dzieła
- Jego Mémoires et correspondance, wydał A. Sayous, Paris, 1851